# Interlands Portugees voetbalelftal 1930-1939
Deze pagina toont een chronologisch en gedetailleerd overzicht van de interlands die het Portugees voetbalelftal heeft gespeeld in de periode 1930 – 1939.

## Interlands

### 1930
|                                                                      |                 |       |                   |                                                                                       |
| 12 januari Vriendschappelijk № 22 «onderlinge duels» 14:00 uur (UTC) | Portugal        | 1 – 0 | Tsjecho-Slowakije | Estádio do Lumiar, Lissabon Toeschouwers: 25.000 Scheidsrechter: Pedro Escartín (ESP) |
| 12 januari Vriendschappelijk № 22 «onderlinge duels» 14:00 uur (UTC) | Pepe Soares 61' |       |                   | Estádio do Lumiar, Lissabon Toeschouwers: 25.000 Scheidsrechter: Pedro Escartín (ESP) |

|                                                                       |               |       |           |                                                                                |
| 23 februari Vriendschappelijk № 23 «onderlinge duels» 15:15 uur (UTC) | Portugal      | 2 – 0 | Frankrijk | Campo do Ameal, Porto Toeschouwers: 20.000 Scheidsrechter: John Langenus (BEL) |
| 23 februari Vriendschappelijk № 23 «onderlinge duels» 15:15 uur (UTC) | Pepe 44' (70) |       |           | Campo do Ameal, Porto Toeschouwers: 20.000 Scheidsrechter: John Langenus (BEL) |

|                                                                    |                                             |       |                     |                                                                              |
| 8 juni Vriendschappelijk № 24 «onderlinge duels» 16:00 uur (UTC+1) | België                                      | 2 – 1 | Portugal            | Bosuilstadion, Deurne Toeschouwers: 15.000 Scheidsrechter: Job Mutters (NED) |
| 8 juni Vriendschappelijk № 24 «onderlinge duels» 16:00 uur (UTC+1) | Michel Vanderbauwhede 75' Désiré Bastin 83' |       | 43' Armando Martins | Bosuilstadion, Deurne Toeschouwers: 15.000 Scheidsrechter: Job Mutters (NED) |

|                                                                       |          |                     |        |                                                                              |
| 30 november Vriendschappelijk № 25 «onderlinge duels» 15:00 uur (UTC) | Portugal | 0 – 1               | Spanje | Campo do Ameal, Porto Toeschouwers: 20.000 Scheidsrechter: Louis Baert (BEL) |
| 30 november Vriendschappelijk № 25 «onderlinge duels» 15:00 uur (UTC) |          | 16' José María Peña |        | Campo do Ameal, Porto Toeschouwers: 20.000 Scheidsrechter: Louis Baert (BEL) |

### 1931
|                                                                      |          |                                        |        |                                                                               |
| 12 april Vriendschappelijk № 26 «onderlinge duels» 16:00 uur (UTC+1) | Portugal | 0 – 2                                  | Italië | Campo do Ameal, Porto Toeschouwers: 15.000 Scheidsrechter: José Llovera (ESP) |
| 12 april Vriendschappelijk № 26 «onderlinge duels» 16:00 uur (UTC+1) |          | 33' Raimundo Orsi 41' Giovanni Ferrari |        | Campo do Ameal, Porto Toeschouwers: 15.000 Scheidsrechter: José Llovera (ESP) |

|                                                                    |                                                      |       |                                         |                                                                                     |
| 31 mei Vriendschappelijk № 27 «onderlinge duels» 15:30 uur (UTC+1) | Portugal                                             | 3 – 2 | België                                  | Estádio do Lumiar, Lissabon Toeschouwers: 20.000 Scheidsrechter: Ramón Melcón (ESP) |
| 31 mei Vriendschappelijk № 27 «onderlinge duels» 15:30 uur (UTC+1) | Armando Martins 15' Vítor Silva 84' Arthur Pinga 88' |       | 25' Joseph Van Beeck 31' Gust Hellemans | Estádio do Lumiar, Lissabon Toeschouwers: 20.000 Scheidsrechter: Ramón Melcón (ESP) |

### 1932
|                                                                   |                                                        |       |                            |                                                                                       |
| 3 mei Vriendschappelijk № 28 «onderlinge duels» 17:30 uur (UTC+1) | Portugal                                               | 3 – 2 | Joegoslavië                | Estádio do Lumiar, Lissabon Toeschouwers: 30.000 Scheidsrechter: Pedro Escartín (ESP) |
| 3 mei Vriendschappelijk № 28 «onderlinge duels» 17:30 uur (UTC+1) | Arthur Pinga 23' Alfredo Valadas 42' Manuel Soeiro 65' |       | 34', 85' Đorđe Vujadinović | Estádio do Lumiar, Lissabon Toeschouwers: 30.000 Scheidsrechter: Pedro Escartín (ESP) |

### 1933
|                                                                      |                 |       |           |                                                                                     |
| 29 januari Vriendschappelijk № 29 «onderlinge duels» 15:00 uur (UTC) | Portugal        | 1 – 0 | Hongarije | Estádio do Lumiar, Lissabon Toeschouwers: 15.000 Scheidsrechter: Ramón Melcón (ESP) |
| 29 januari Vriendschappelijk № 29 «onderlinge duels» 15:00 uur (UTC) | Artur Pinga 58' |       |           | Estádio do Lumiar, Lissabon Toeschouwers: 15.000 Scheidsrechter: Ramón Melcón (ESP) |

|                                                                   |                                               |       |          |                                                                                 |
| 2 april Vriendschappelijk № 30 «onderlinge duels» 16:30 uur (UTC) | Spanje                                        | 3 – 0 | Portugal | Estadio Balaídos, Vigo Toeschouwers: 20.000 Scheidsrechter: John Langenus (BEL) |
| 2 april Vriendschappelijk № 30 «onderlinge duels» 16:30 uur (UTC) | Enrique Larrínaga 22' Julio Elícegui 59', 65' |       |          | Estadio Balaídos, Vigo Toeschouwers: 20.000 Scheidsrechter: John Langenus (BEL) |

### 1934
|                                                                       |                                                                                    |       |          |                                                                                        |
| 11 maart WK 1934 kwalificatie № 31 «onderlinge duels» 16:00 uur (UTC) | Spanje                                                                             | 9 – 0 | Portugal | Estadio Chamartín, Madrid Toeschouwers: 50.000 Scheidsrechter: Raphaël Van Praag (BEL) |
| 11 maart WK 1934 kwalificatie № 31 «onderlinge duels» 16:00 uur (UTC) | Chacho 3' Isidro Lángara 10', 12' (pen.) Luis Regueiro 68', 76' Martí Ventolrà 75' |       |          | Estadio Chamartín, Madrid Toeschouwers: 50.000 Scheidsrechter: Raphaël Van Praag (BEL) |

|                                                                       |                 |       |                         |                                                                                          |
| 18 maart WK 1934 kwalificatie № 32 «onderlinge duels» 16:00 uur (UTC) | Portugal        | 1 – 2 | Spanje                  | Estádio do Lumiar, Lissabon Toeschouwers: 35.000 Scheidsrechter: Raphaël Van Praag (BEL) |
| 18 maart WK 1934 kwalificatie № 32 «onderlinge duels» 16:00 uur (UTC) | Vítor Silva 11' |       | 13', 25' Isidro Lángara | Estádio do Lumiar, Lissabon Toeschouwers: 35.000 Scheidsrechter: Raphaël Van Praag (BEL) |

### 1935
|                                                                   |                                               |       |                                                 |                                                                                     |
| 5 mei Vriendschappelijk № 33 «onderlinge duels» 16:45 uur (UTC+1) | Portugal                                      | 3 – 3 | Spanje                                          | Estádio do Lumiar, Lissabon Toeschouwers: 50.000 Scheidsrechter: Roger Conrié (FRA) |
| 5 mei Vriendschappelijk № 33 «onderlinge duels» 16:45 uur (UTC+1) | Manuel Soeiro 61' Artur Pinga 70', 77' (pen.) |       | 23', 38' Isidro Lángara 58' Guillermo Gorostiza | Estádio do Lumiar, Lissabon Toeschouwers: 50.000 Scheidsrechter: Roger Conrié (FRA) |

### 1936
|                                                                      |                             |       |                                                   |                                                                                |
| 26 januari Vriendschappelijk № 34 «onderlinge duels» 15:00 uur (UTC) | Portugal                    | 2 – 3 | Oostenrijk                                        | Estádio do Lima, Porto Toeschouwers: 23.000 Scheidsrechter: Ramón Melcón (ESP) |
| 26 januari Vriendschappelijk № 34 «onderlinge duels» 15:00 uur (UTC) | Carlos Nunes 47' Soeiro 61' |       | 25' Karl Zischek 41' Franz Binder 50' Josef Bican | Estádio do Lima, Porto Toeschouwers: 23.000 Scheidsrechter: Ramón Melcón (ESP) |

|                                                                       |                 |       |                                                       |                                                                                       |
| 27 februari Vriendschappelijk № 35 «onderlinge duels» 16:30 uur (UTC) | Portugal        | 1 – 3 | Duitsland                                             | Estádio do Lumiar, Lissabon Toeschouwers: 25.000 Scheidsrechter: Pedro Escartín (ESP) |
| 27 februari Vriendschappelijk № 35 «onderlinge duels» 16:30 uur (UTC) | Vítor Silva 64' |       | 20' Karl Hohmann 48' Albin Kitzinger 52' Ernst Lehner | Estádio do Lumiar, Lissabon Toeschouwers: 25.000 Scheidsrechter: Pedro Escartín (ESP) |

### 1937
|                                                                         |        |       |                                      |                                                                                      |
| 28 november Vriendschappelijk № 36 «onderlinge duels» 15:00 uur (UTC+1) | Spanje | 1 – 2 | Portugal                             | Estadio Balaídos, Vigo Toeschouwers: 50.000 Scheidsrechter: Rinaldo Barlassina (ITA) |
| 28 november Vriendschappelijk № 36 «onderlinge duels» 15:00 uur (UTC+1) | ?      |       | 61' Arthur Pinga 79' Alfredo Valadas | Estadio Balaídos, Vigo Toeschouwers: 50.000 Scheidsrechter: Rinaldo Barlassina (ITA) |

### 1938
|                                                                     |                                                                            |       |           | |
| 9 januari Vriendschappelijk № 37 «onderlinge duels» 15:00 uur (UTC) | Portugal                                                                   | 4 – 0 | Hongarije | Estádio José Manuel Soares, Lissabon Toeschouwers: 10.000 Scheidsrechter: Georges Capdeville (FRA) |
| 9 januari Vriendschappelijk № 37 «onderlinge duels» 15:00 uur (UTC) | Guilherme Espírito Santo 14' João Cruz 15' Manuel Soeiro 48' João Cruz 72' |       |           | Estádio José Manuel Soares, Lissabon Toeschouwers: 10.000 Scheidsrechter: Georges Capdeville (FRA) |

|                                                                        |              |       |        |                                                                                                  |
| 30 januari Vriendschappelijk № 38 «onderlinge duels» 15:00 uur (UTC+1) | Portugal     | 1 – 0 | Spanje | Estádio José Manuel Soares, Lissabon Toeschouwers: 25.000 Scheidsrechter: Francesco Mattea (ITA) |
| 30 januari Vriendschappelijk № 38 «onderlinge duels» 15:00 uur (UTC+1) | Arthur Pinga |       |        | Estádio José Manuel Soares, Lissabon Toeschouwers: 25.000 Scheidsrechter: Francesco Mattea (ITA) |

|                                                                      |                   |       |           |                                                                                              |
| 24 april Vriendschappelijk № 39 «onderlinge duels» 15:00 uur (UTC+1) | Duitsland         | 1 – 1 | Portugal  | Waldstadion, Frankfurt am Main Toeschouwers: 54.000 Scheidsrechter: Rinaldo Barlassina (ITA) |
| 24 april Vriendschappelijk № 39 «onderlinge duels» 15:00 uur (UTC+1) | Otto Siffling 75' |       | 18' Pinga | Waldstadion, Frankfurt am Main Toeschouwers: 54.000 Scheidsrechter: Rinaldo Barlassina (ITA) |

|                                                                    |                              |       |                                  |                                                                                        |
| 1 mei WK 1938 kwalificatie № 40 «onderlinge duels» 16:00 uur (UTC) | Portugal                     | 2 – 1 | Zwitserland                      | Arena Gianni Brera, Milaan Toeschouwers: 16.000 Scheidsrechter: Francesco Mattea (ITA) |
| 1 mei WK 1938 kwalificatie № 40 «onderlinge duels» 16:00 uur (UTC) | Fernando Peyroteo 72' (pen.) |       | 24' Georges Aeby 29' Lauro Amadò | Arena Gianni Brera, Milaan Toeschouwers: 16.000 Scheidsrechter: Francesco Mattea (ITA) |

|                                                                        |               |       |          |                                                                                                 |
| 6 november Vriendschappelijk № 41 «onderlinge duels» 15:00 uur (UTC+1) | Zwitserland   | 1 – 0 | Portugal | Olympique de la Pontaise, Lausanne Toeschouwers: 20.000 Scheidsrechter: Pierre Capdeville (FRA) |
| 6 november Vriendschappelijk № 41 «onderlinge duels» 15:00 uur (UTC+1) | Paul Aeby 47' |       |          | Olympique de la Pontaise, Lausanne Toeschouwers: 20.000 Scheidsrechter: Pierre Capdeville (FRA) |

### 1939
|                                                                       |                                                  |       |                                                             |                                                                                                   |
| 12 februari Vriendschappelijk № 42 «onderlinge duels» 15:00 uur (UTC) | Portugal                                         | 2 – 4 | Zwitserland                                                 | Estádio José Manuel Soares, Lissabon Toeschouwers: 28.000 Scheidsrechter: Pierre Capdeville (FRA) |
| 12 februari Vriendschappelijk № 42 «onderlinge duels» 15:00 uur (UTC) | João Pedro da Cruz 15' Manuel Soeiro Vasques 47' |       | 3', 19' Georges Aeby 60' Alfred Bickel 62' Christian Sydler | Estádio José Manuel Soares, Lissabon Toeschouwers: 28.000 Scheidsrechter: Pierre Capdeville (FRA) |

België · Bulgarije · Denemarken · Duitsland · Engeland · Estland · Finland · Frankrijk · Griekenland · Hongarije · Ierland · Israël · Italië · Joegoslavië · Letland · Litouwen · Luxemburg · Nederland · Noord-Ierland · Noorwegen · Oostenrijk · Polen · Portugal · Roemenië · Schotland · Spanje · Tsjecho-Slowakije · Turkije · Wales · Zweden · Zwitserland
FPF · A-internationals · Selecties · Statistieken · Bondscoaches · Portugees vrouwenelftal · Olympisch elftal · Portugal U21 · Portugal U20 · Portugal U19 · Portugal U18 · Portugal U17 · Vrouwen U17
1921 – 1929 · 
1930 – 1939 · 
1940 – 1949 · 
1950 – 1959 · 
1960 – 1969 · 
1970 – 1979 · 
1980 – 1989 · 
1990 – 1999 · 
2000 – 2009 · 
2010 – 2019 · 
2020 – 2029
EK's: 1984 · 
1996 · 
2000 · 
2004 · 
2008 · 
2012 · 
2016 · 
2020 · 
2024
WK's: 1966 · 
1986 · 
2002 · 
2006 · 
2010 · 
2014 · 
2018 · 
2022
OS: 1928 · 
1996 · 
2004 · 
2016
1921 · 
1922 · 
1923 · 
1924 · 
1925 · 
1926 · 
1927 · 
1928 · 
1929 · 
1930 · 
1931 · 
1932 · 
1933 · 
1934 · 
1935 · 
1936 · 
1937 · 
1938 · 
1939 · 
1940 · 
1942 · 
1943 · 1944 · 
1945 · 
1946 · 
1947 · 
1948 · 
1949 ·
1950 · 
1951 · 
1952 · 
1953 · 
1954 · 
1955 · 
1956 · 
1957 · 
1958 · 
1959 ·
1960 · 
1961 · 
1962 ·
1963 ·
1964 · 
1965 · 
1966 · 
1967 · 
1968 · 
1969 ·
1970 · 
1971 · 
1972 · 
1973 · 
1974 · 
1975 · 
1976 · 
1977 · 
1978 · 
1979 ·
1980 · 
1981 · 
1982 · 
1983 · 
1984 · 
1985 · 
1986 · 
1987 · 
1988 · 
1989 · 
1990 · 
1991 ·
1992 · 
1993 · 
1994 · 
1995 · 
1996 · 
1997 · 
1998 · 
1999 · 
2000 · 
2001 · 
2002 · 
2003 · 
2004 · 
2005 · 
2006 · 
2007 · 
2008 · 
2009 · 
2010 · 
2011 · 
2012 · 
2013 ·
2014 ·
2015 ·
2016 ·
2017 ·
2018 ·
2019 ·
2020 ·
2021 ·
2022
Albanië ·
Algerije ·
Andorra ·
Angola ·
Argentinië ·
Armenië ·
Azerbeidzjan ·
België ·
Bolivia ·
Bosnië-Herzegovina ·
Brazilië ·
Bulgarije ·
Canada ·
Chili ·
China ·
Cyprus ·
DDR ·
Denemarken ·
Duitsland ·
Ecuador ·
Egypte ·
Engeland ·
Estland ·
Faeröer ·
Finland ·
Frankrijk ·
Gabon ·
Georgië ·
Ghana ·
Gibraltar ·
Griekenland ·
Hongarije ·
Ierland ·
IJsland ·
Iran ·
Israël ·
Italië ·
Ivoorkust ·
Joegoslavië ·
Kaapverdië ·
Kameroen ·
Kazachstan ·
Koeweit ·
Kroatië ·
Letland ·
Liechtenstein ·
Litouwen ·
Luxemburg ·
Malta ·
Marokko ·
Mexico ·
Moldavië ·
Mozambique ·
Nederland ·
Nieuw-Zeeland ·
Nigeria ·
Noord-Ierland ·
Noord-Korea ·
Noord-Macedonië ·
Noorwegen ·
Oekraïne ·
Oostenrijk ·
Panama ·
Paraguay ·
Polen ·
Qatar ·
Roemenië ·
Rusland ·
Saoedi-Arabië ·
Schotland ·
Servië ·
Slovenië ·
Slowakije ·
Sovjet-Unie ·
Spanje ·
Tsjechië ·
Tsjecho-Slowakije ·
Tunesië ·
Turkije ·
Uruguay ·
Verenigde Staten ·
Wales ·
Zuid-Afrika ·
Zuid-Korea ·
Zweden ·
Zwitserland
Angola (2006) ·
België (2021) ·
Brazilië (2010) · 
Denemarken (2012) ·
Duitsland (2006) ·
Duitsland (2008) ·
Duitsland (2012) ·
Duitsland (2014) ·
Duitsland (2021) ·
Engeland (2000) ·
Engeland (2006) ·
Frankrijk (2006) ·
Frankrijk (2016) ·
Frankrijk (2021)  ·
Ghana (2014) ·
Griekenland (2004, 2) · 
Hongarije (2021) · 
IJsland (2016) · 
Iran (2006) ·
Iran (2018) ·
Marokko (2018) ·
Marokko (2022) ·
Mexico (2006) ·
Nederland (2006) ·
Nederland (2012) ·
Oostenrijk (2016) · 
Spanje (2012) · 
Spanje (2018) ·
Tsjechië (2008) ·
Tsjechië (2012) · 
Turkije (2008) ·
Verenigde Staten (2014) ·
Uruguay (2018) ·
Zuid-Korea (2022) · 
Zwitserland (2008) · 
Zwitserland (2022)